# Avelanoso

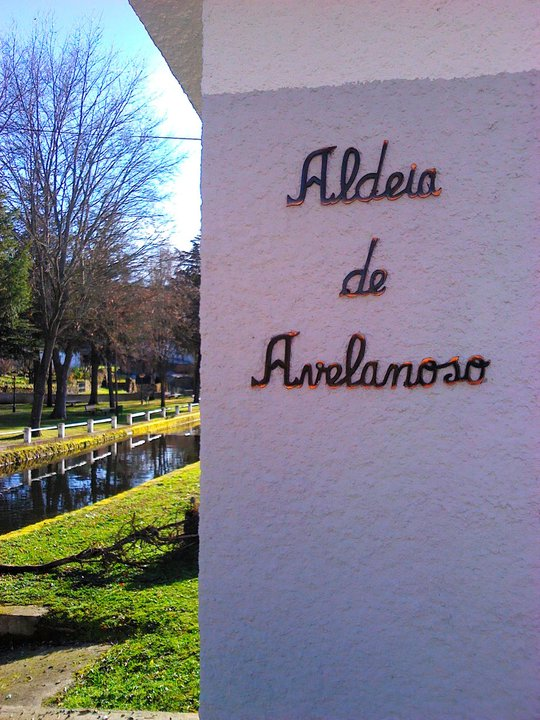

Avelanoso est un village (freguesia) du Portugal, situé dans la région de Trás-os-Montes, dans le conseil de Vimioso.
La superficie du village est de 47,53 km², sa population de 148 habitants (2011), et sa densité de 5 habitants au km2.

## Lieux

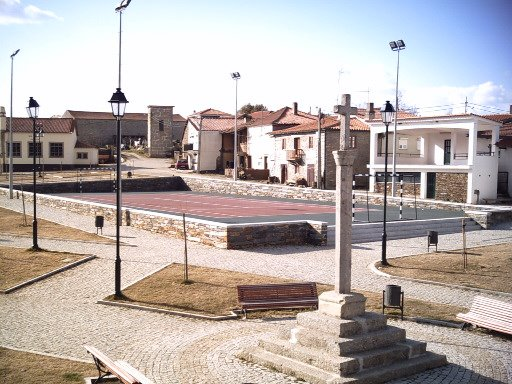
Place de São Pedro

- Parc de pique-nique avec tables et barbecues
- Parc naturel & de jeux pour enfants
- Points d'eau de source
- Bars
- Place de São Pedro
- Terrain de foot/tennis
- Terrain de boules
- Maison de retraite
- Église
- Salle de réunions